# Kircubbin
Kircubbin (Iers: Cill Ghobáin) is een plaats in het Noord-Ierse County Down.
Kircubbin telt 1218 inwoners. Van de bevolking is 31,2% protestant en 66,8% katholiek.